# Fernando Tabales
Fernando Tabales Prieto, conocido como Tabales (Sevilla, 24 de septiembre de 1919-ibídem, 29 de mayo de 1983) fue un futbolista español. Destacó especialmente en las filas del Atlético Aviación (actual Atlético de Madrid) donde ganó un Trofeo Zamora y las dos primeras ligas en la historia del club.

## Trayectoria
Tabales inició su carrera profesional con el fin de guerra civil española. En 1939, con 20 años, fichó por el Aviación Nacional, club con el que ganó el Campeonato Regional de Aragón. Ello le permitió disputar el Torneo Nacional de Fútbol, el primer campeonato nacional disputado en España tras la guerra y que luego sería reconocido como la 35.ª edición de la Copa del Rey. Tabales jugó el partido de ida de los octavos de final ante el Betis Balompié, en una eliminatoria que ganaron los andaluces.
Pocos meses después tuvo lugar la fusión del Aviación Nacional y el Athletic Club de Madrid, lo que daría origen al Athletic Aviación y permitió a Tabales participar en la Primera División 1939/40.
El técnico del nuevo equipo fue, precisamente, un guardameta, el legendario Ricardo Zamora, quien confió la titularidad a Tabales en detrimento del veterano Guillermo. La decisión resultó un acierto, ya que Tabales terminó la temporada como portero menos goleado del campeonato y su equipo conquistó la liga.
Sin embargo, tras finalizar la temporada, Tabales no llegó a un acuerdo para renovar su contrato y el jugador se declaró en rebeldía, marchando a su Sevilla natal con la amenaza de retirarse. Finalmente, la directiva claudicó y Tabales reingresó en el equipo con la temporada 1940/41 ya empezada. Ese año, el Athletic Aviación conquistó la segunda liga de su historia.
Tabales siguió dos temporadas más en el cuadro rojiblanco, hasta que la temporada 1943/44 se marchó al Albacete Balompié. Posteriormente, pasó por la UD Salamanca tuvo una nueva oportunidad en Primera División con el RCD Español la temporada 1945/46. Terminó su carrera en la UE Sant Andreu.

## Palmarés

### Campeonatos nacionales
| Título                     | Club               | País   | Año  |
| -------------------------- | ------------------ | ------ | ---- |
| Campeonato Regional Centro | Atlético Aviación  | España | 1939 |
| Liga de Primera División   | Atlético de Madrid | España | 1940 |
| Liga de Primera División   | Atlético de Madrid | España | 1941 |

### Distinciones individuales
| Distinción    | Año  |
| ------------- | ---- |
| Trofeo Zamora | 1940 |

- Datos: Q975537